# 琴行街

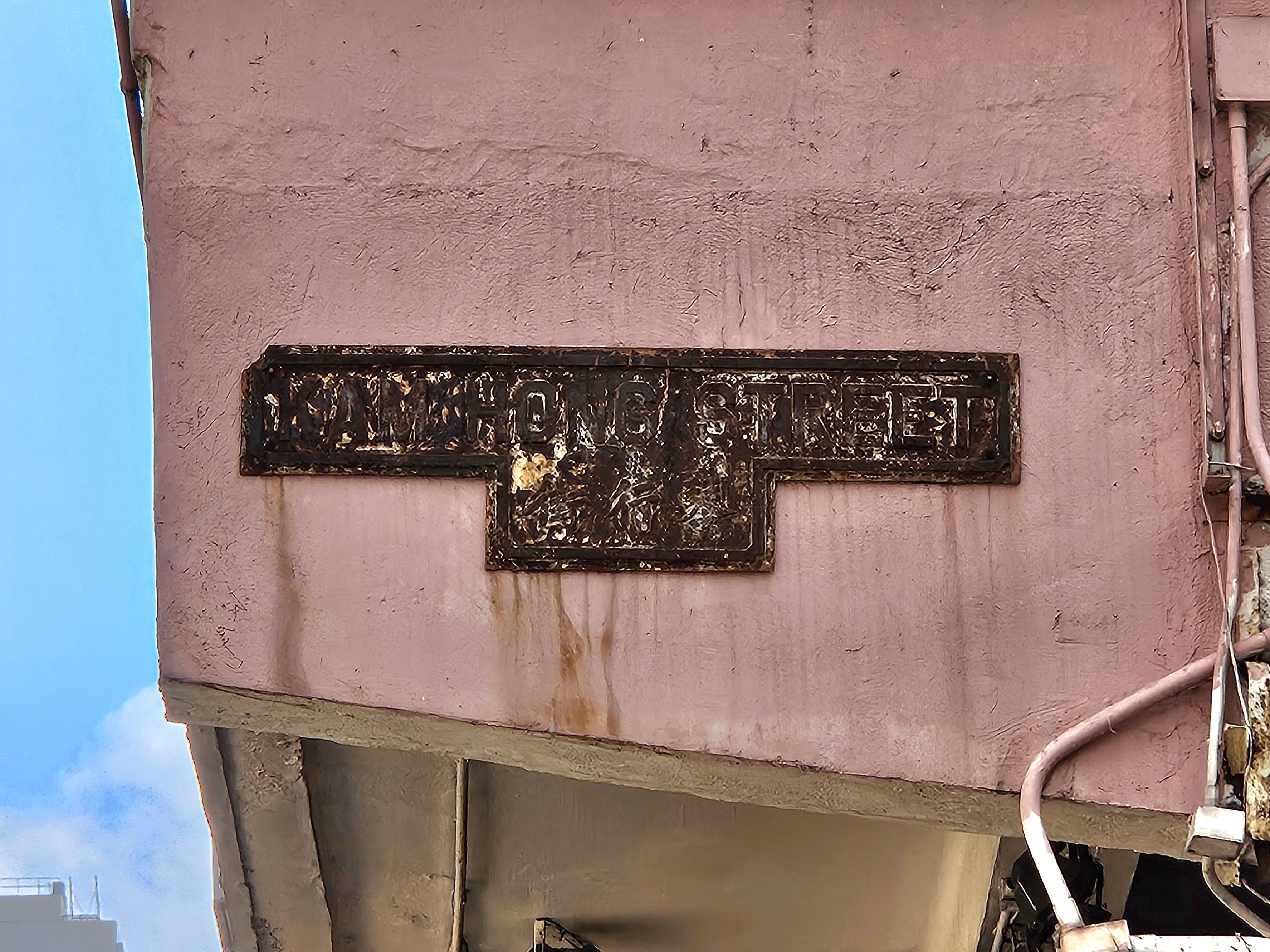
琴行街凹角T型街牌

琴行街（英語：Kam Hong Street）是位於香港東區北角的一條道路，北起北角渡輪碼頭，貫穿渣華道、馬寶道、英皇道及七姊妹道，南抵丹拿道，與其東的電照街和其西的書局街大致平行。
琴行街以現存香港歷史最悠久的琴行曾福琴行之廠房而得名。曾福琴行於1916年成立，總部設於灣仔摩理臣山道，同時於北角七姊妹道一帶設置廠房。到了1937年，當局便以「琴行」來命名曾福琴行廠房旁邊的新街道。
琴行街於1984年8月14日曾發生嚴重交通意外，一輛行駛112線的九巴雙層巴士衝上行人路，釀成5名路人受傷。